# 甲賀ケーブルネットワーク
株式会社甲賀ケーブルネットワーク（こうかケーブルネットワーク、KCN）は、滋賀県甲賀市にかつて存在したケーブルテレビ局である。
インターネット接続はZAQを利用していた。

## 沿革
- 1984年（昭和59年）
  - 3月：株式会社水口ふれあい有線テレビ設立
  - 9月：株式会社水口テレビに改称
- 2006年（平成18年）6月27日：株式会社甲賀ケーブルネットワークに改称
- 2011年（平成23年）12月1日：甲賀郡有線放送農業協同組合、（株）甲賀ケーブルネットワーク、信楽町有線放送農業協同組合の参画・事業統合により「株式会社あいコムこうか」が設立。[1]
- その後、甲賀市による情報基盤整備事業により整備された光ケーブルによるケーブルテレビ施設によるサービスが「あいコムこうか」により開始され、旧・施設は使われなくなった。（廃止・撤去の時期は公表が見当たらない）

## 社屋所在地
- 滋賀県甲賀市水口町名坂88番地 けんしんビル2階

## サービスエリア
- 滋賀県甲賀市

## 主な放送チャンネル

### テレビ局
| アナログ | デジタル | 放送局                              |
| -------- | -------- | ----------------------------------- |
| 2        | 1        | NHK大津総合                         |
| 3        |          | 行政チャンネル                      |
| 4        | 4        | 毎日放送                            |
| 5        |          | チャンネルこうか・スターカラオケ    |
| 6        | 6        | 朝日放送                            |
| 7        |          | キッズステーション                  |
| 8        | 8        | 関西テレビ                          |
| 9        | 3        | びわ湖放送                          |
| 10       | 10       | よみうりテレビ                      |
| 11       |          | KBS京都                             |
| 12       | 2        | NHK大阪Eテレ                        |
| 14       |          | NHK BS1                             |
| 15       |          | NHK BSプレミアム                    |
| 16       |          | WOWOW                               |
| 17       |          | 日経CNBC                            |
| 18       |          | GAORA                               |
| 19       |          | BSジャパン（休止）                  |
| 20       |          | QVC                                 |
| 21       |          | ウェザーニューズ（休止）            |
| 22       |          | 旅チャンネル（休止）                |
| 23       |          | スター・チャンネル                  |
| 24       |          | 衛星劇場                            |
| 25       |          | グリーンチャンネル                  |
| 26       |          | 第一興商スターカラオケ（5chに移行） |
| 27       |          | 放送大学テレビ（休止）              |
| 30       |          | スペースシャワーTV                  |
| 31       |          | スーパー!ドラマTV                   |
| 33       |          | NHKBSHi（2011年3月末でBS2と投合）   |

チャンネル表は2011年5月19日のインターネット・アーカイブによる。地上デジタル放送の「デジアナ変換」は実施されている。
BSジャパンが19チャンネルで送信されていたのは、水口テレビ時代にテレビ大阪を同チャンネルで送信していた名残である。